# Дейкема, Лаура
Лаура Дейкема (нидерл. Laura Dijkema; 18 февраля 1990, Белен, провинция Дренте, Нидерланды) — нидерландская волейболистка, связующая.

## Биография

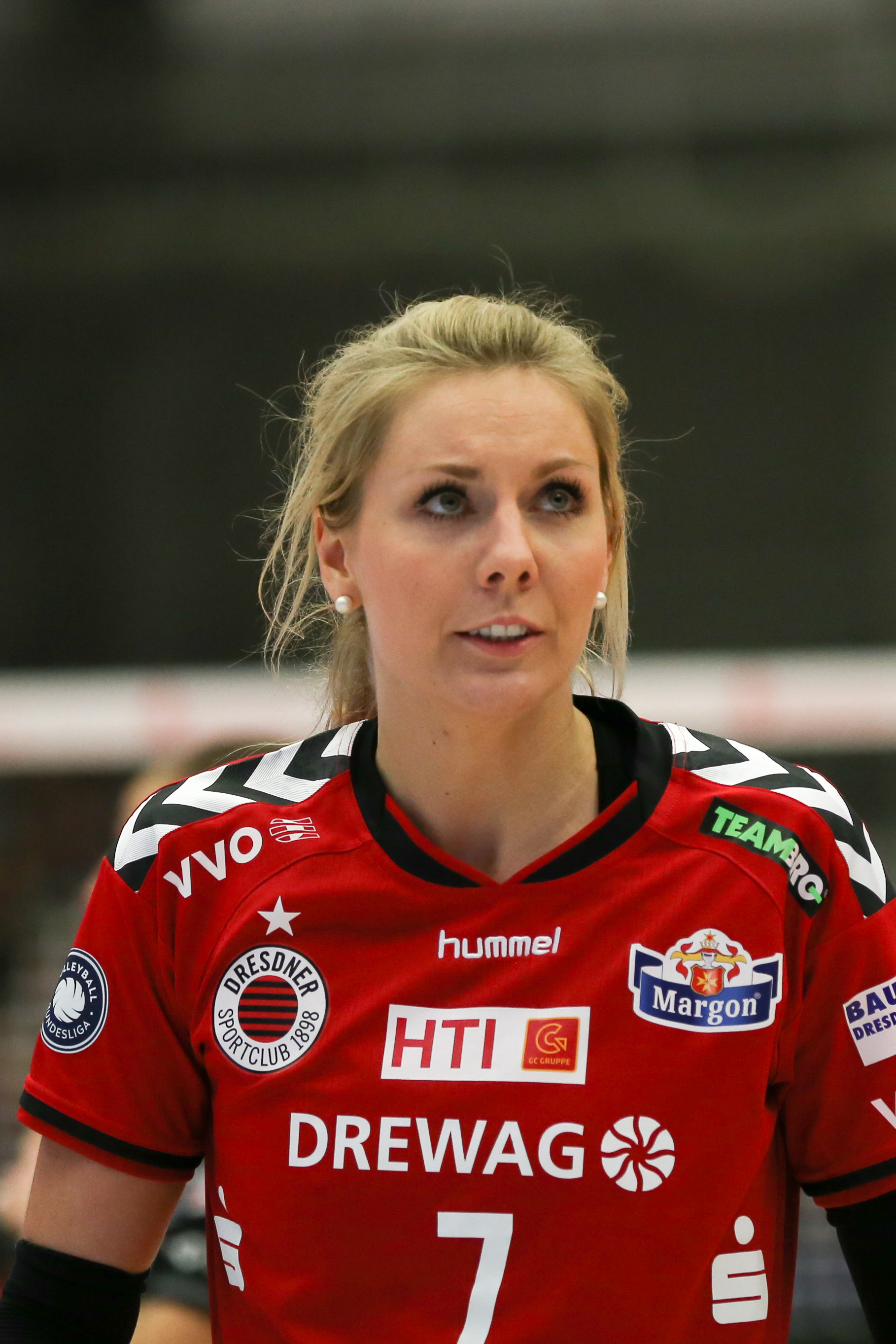
В составе «Дрезднера»

Заниматься волейболом Лаура Дейкема начала в 7-летнем возрасте в команде родного города, а в возрасте 16 лет дебютировала в Лиге «А» (ведущий дивизион) чемпионата Нидерландов в команде «DOK» из Двингело.
Наибольших успехов в своей стране Дейкема добилась в составе ведущей команды Нидерландов тех лет — «Мартинус»/ТВК (Амстелвен), с которой по два раза выигрывала чемпионат и Кубок страны и трижды — Суперкубок Нидерландов.
В 2011 году окончательно покинула голландский чемпионат и играла в нескольких немецких командах, а также в турецком «Халкбанке». В составе «Дрезднера» дважды выигрывала чемпионат Германии (в 2015 и 2016 годах), а также в 2016 году — выиграла Кубок Германии.
В 2016—2017 выступала за команду «Игор Горгондзола» из Новары, с которой стала чемпионкой Италии.
В январе 2018 года Дейкема перешла в другую итальянскую команду — «Иль Бизонте Фиренце» из Сан-Кашано, за которую играла до окончания сезона 2018—2019, после чего заключила контракт с российским «Локомотивом» из Калининграда, с которым выиграла чемпионат России 2021.
В 2008—2009 Дейкема выступала за молодёжную сборную своей страны, а в 2010 дебютировала уже в главной сборной Нидерландов.
В 2015 года на домашнем чемпионате Европы была игроком основного состава своей сборной, с которой выиграла серебряные медали. «Серебряный» успех Дейкема со своей национальной командой повторила и на следующем континентальном первенстве в 2017 году..
На Олимпиаде в Рио-де-Жанейро Дейкема была одним из лидеров сборной. Голландки смогли добраться до полуфинала, но в итоге остались без медалей, заняв 4-е место. Также до полуфинала сборная Нидерландов во главе с Дейкемой дошла и на чемпионате мира в 2018 году, но вновь не смогла выиграть медали, уступив в полуфинале сербкам, а в матче за 3-е место — сборной Китая.

### Клубная карьера
- 2006—2007 —  DOК (Двингело);
- 2007—2008 —  «Эмлиххайм» (Эмлиххайм);
- 2008—2011 —  «Мартинус»/ТВК (Амстелвен);
- 2011—2012 —  «Зуль» (Зуль)
- 2012—2013 —  «УСК Мюнстер» (Мюнстер);
- 2013—2014 —  «Халкбанк» (Анкара);
- 2014—2016 —  «Дрезднер» (Дрезден);
- 2016—2017 —  «Игор Горгондзола» (Новара)[1];
- 2018—2020 —  «Иль Бизонте Фиренце» (Сан-Кашано)[2];
- 2020—2021 —  «Локомотив» (Калининград)[2];
- 2021—2022 —  «Ленинградка» (Санкт-Петербург)[3];
- 2022 —  «Унет-Ямамай» (Бусто-Арсицио)[4][5].
- 2022—2023 —  «Бальдуччи» (Мачерата);
- 2023—2024 —  «Валлефолья».
- с 2024 —  «Омаха» (Омаха) — LOVB (League One Volleyball).

## Достижения

### С клубами
- двукратная чемпионка Нидерландов — 2009, 2010;
  - бронзовый призёр чемпионата Нидерландов 2011.
- двукратный победитель розыгрышей Кубка Нидерландов — 2009, 2010.
- 3-кратный победитель розыгрышей Суперкубка Нидерландов — 2008—2010.
- двукратная чемпионка Германии — 2015, 2016.
- победитель розыгрыша Кубка Германии 2016.
- чемпионка Италии 2017.
- чемпионка России 2021[6].
- серебряный призёр чемпионата США (LOVB) 2025.

### Со сборной Нидерландов
- бронзовый призёр Мирового Гран-при 2016[2].
- двукратный серебряный (2015, 2017[2]) и бронзовый (2023[7]) призёр чемпионатов Европы.

### Индивидуальные
- 2017 — лучшая связующая чемпионата Европы[8].
- 2021 — лучшая связующая российской женской Cуперлиги сезона 2020/21[9].
- 2021 — лучшая связующая «Финала четырёх» Кубка России[10].